# Frequenamia blandita
Frequenamia blandita är en insektsart som beskrevs av Keti Maria Rocha Zanol 2003. Frequenamia blandita ingår i släktet Frequenamia och familjen dvärgstritar. Inga underarter finns listade i Catalogue of Life.